# Scaralis fluvialis
Scaralis fluvialis är en insektsart som beskrevs av Victor Lallemand 1956. Scaralis fluvialis ingår i släktet Scaralis och familjen lyktstritar.
Artens utbredningsområde är Peru. Inga underarter finns listade i Catalogue of Life.